# Coelometopon balfourbrownei
Coelometopon balfourbrownei är en skalbaggsart som beskrevs av Perkins 2005. Coelometopon balfourbrownei ingår i släktet Coelometopon och familjen vattenbrynsbaggar. Inga underarter finns listade i Catalogue of Life.